# Фред Гансен
Фредерік Морган Гансен (англ. Frederick Morgan Hansen; нар. 29 грудня 1940) — американський легкоатлет, який спеціалізувався в стрибках з жердиною.

## Із життєпису
Олімпійський чемпіон зі стрибків з жердиною (1964).
Переможець у змаганнях зі стрибків з жердиною на матчевій зустрічі СРСР — США (1964).
Чемпіон США та переможець олімпійських відбіркових змагань США зі стрибків з жердиною (1964).
Ексрекордсмен світу зі стрибків з жердиною — 5,23 та 5,28 (обидва — 1964).